# Satya (film)
Satya è un film del 1998 diretto da Ram Gopal Varma.